# Bayanlig
Le sum de Bayanlig (mongol : ᠪᠠᠶ᠋ᠠᠨᠯᠢᠭ
ᠰᠤᠮᠤ, cyrillique : Баянлиг сум, MNS : Bayanlig sum) est situé dans l'aimag (ligue) de Bayankhongor, en Mongolie.